# Carcelia brevipilosa
Carcelia brevipilosa là một loài ruồi trong họ Tachinidae.